# Detective Touré
Detective Touré és una sèrie espanyola de televisió de TVE, es va estrenar el 8 de novembre de 2024 i Netflix va adquirir els seus drets.

## Sinopsi
Mahamoud Touré (Malcolm Treviño-Sitté) és un immigrant guineà sense papers que viu al barri de San Francisco de Bilbao. La intuïció i el seu sentit de l'humor permeten establir relacions de confiança amb la policia local, l'Ertzaintza. Al llarg de la sèrie, es veu embolicat en un complex cas en què ha d'afrontar diversos riscos: s'enfronta a casos de corrupció immobiliària, conflictes al barri de San Francisco i fins i tot es creua amb la màfia nigeriana.

## Repartiment
- Malcolm Treviño-Sitté com Mahamoud Touré
- Itziar Ituño com a Txaro
- Loreto Mauleón com Cristina
- Urko Olazabal com a Etxebe
- Itsaso Arana com a Enare
- Unax Ugalde com Arretxe

## Episodis
| Núm. | Títol            | Direcció       | Data d'emissió original |
| ---- | ---------------- | -------------- | ----------------------- |
| 1    | «19 cámaras»     | Esteban Crespo | 6 de novembre de 2024   |
| 2    | «Familia»        | Esteban Crespo | 13 de novembre de 2024  |
| 3    | «Ada y Juliette» | Violeta Salama | 20 de novembre de 2024  |
| 4    | «Que cosa»       | Violeta Salama | 27 de novembre de 2024  |
| 5    | «Chimamanda»     | Esteban Crespo | 4 de desembre de 2024   |
| 6    | «El límite»      | Esteban Crespo | 11 de desembre de 2024  |